# Chaoyang
Chaoyang (cinese: 朝阳; pinyin: Cháoyáng) è una città-prefettura della Cina nella provincia del Liaoning.